# 野峻台
野峻台（?—?），元朝末年将领，出自蒙古汪古部。
野峻台是趙世延的儿子。由四川行省左右司郎中，官至黄州路总管。元顺帝时，湖广行省被红巾军所占后，野峻台调任四川行省参政，奉命与平章咬住一起镇压红巾军起义，在长江上击败红巾军，先后收复巴东、秭归、枝江、松滋等地。在进攻江陵时，与红巾军在清水门鏖战，中飞枪，战死。追封凉国公，谥忠壮。

## 家族
- 曾祖父：征行大元帥 按竺邇
  - 伯祖：征行元帥 徹理
    - 堂伯：征行元帥 步鲁合答
      - 再从兄：管軍千户 忙古不花

  - 祖父：赵国宝（zhàoguóbǎo）
    - 伯父：赵世荣
    - 父：趙世延
      - 黄州路总管野峻台
      - 弟：江浙行省理問官 月魯
      - 弟：夔州路总管 伯忽

  - 叔祖：赵国安
  - 叔祖：趙国能

## 延伸阅读
[在维基数据编辑]
 《元史/卷195》，出自宋濂《元史》
 《新元史/卷149》，出自柯劭忞《新元史》